# Tillandsia atroviridipetala
Tillandsia atroviridipetala är en gräsväxtart som beskrevs av Eizi Matuda. Tillandsia atroviridipetala ingår i släktet Tillandsia och familjen Bromeliaceae.

## Underarter
Arten delas in i följande underarter:
- T. a. atroviridipetala
- T. a. longipedunculata
- T. a. yagulensis